# Классическая музыка

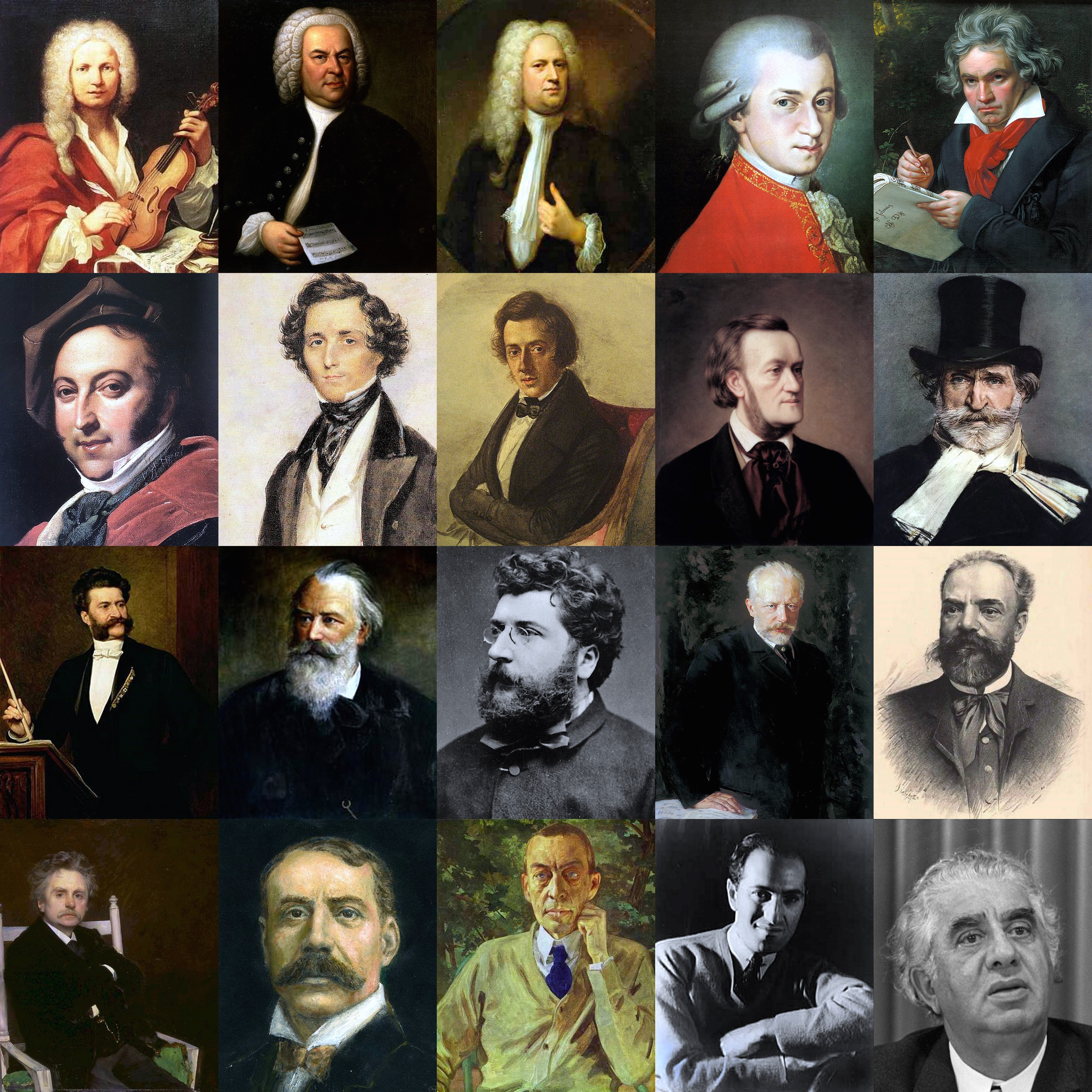
Выдающиеся композиторы (слева направо):
в верхнем ряду — Антонио Вивальди, Иоганн Себастьян Бах, Георг Гендель, Вольфганг Амадей Моцарт, Людвиг ван Бетховен;
во втором ряду — Джоаккино Россини, Феликс Мендельсон, Фредерик Шопен, Рихард Вагнер, Джузеппе Верди;
в третьем ряду — Иоганн Штраус, Иоганнес Брамс, Жорж Бизе, Пётр Ильич Чайковский, Антонин Дворжак;
в нижнем ряду — Эдвард Григ, Эдуард Элгар, Сергей Рахманинов, Джордж Гершвин, Арам Хачатурян.

Класси́ческая музыка (музыкальная классика; от лат. classicus — «образцовый») — образцовые музыкальные произведения, золотой фонд мировой музыкальной культуры.
Классические музыкальные произведения сочетают глубину, содержательность, идейную значительность с совершенством формы. К классической музыке могут быть отнесены как произведения, созданные в прошлом, так и современные сочинения. В разговорном языке понятие «классическая музыка» часто используется как синоним музыки «академической» или «симфонической».

## Исторический смысл
Исторически понятие «классическая музыка» (или «музыкальная классика») связано с эпохой классицизма, её поздним, просветительским этапом. Исходя из первоначального значения слова (лат. classicus — образцовый), драматурги эпохи классицизма за образец взяли сочинения античных авторов, дополнив принципы построения античной драмы, сформулированные в «Поэтике» Аристотеля, требованием соблюдения трёх единств: времени, места и действия. В музыке эти принципы могли быть реализованы только в опере, отчасти и в иных жанрах, связанных с литературными первоисточниками, — в оратории или кантате: широкое распространение, включая и реформаторские оперы К. В. Глюка (первого, кому удалось исполнить все требования классицизма), и многие сочинения «венских классиков», получили либретто, основанные на античных сюжетах.

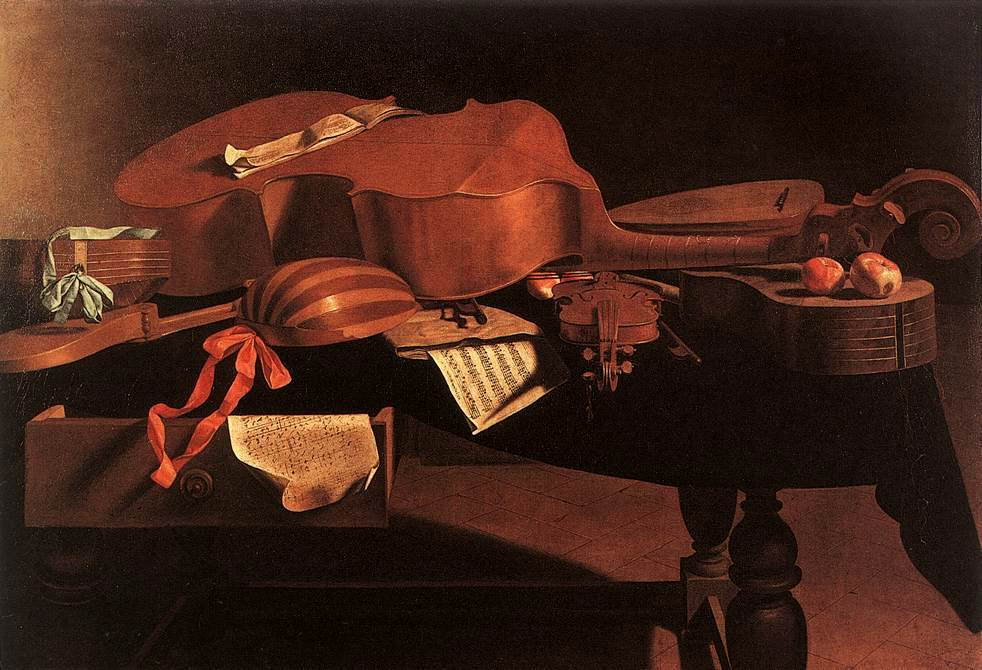
Скрипка

В отличие от литературы (в том числе драматургии) и изобразительного искусства, музыкальные традиции Древней Греции к XVIII веку были практически полностью утеряны (если не считать отголосков древней храмовой музыки в литургических песнопениях восточных церквей) и говорить о буквальном подражании классическим образцам в данном случае не приходится. Однако в инструментальной музыке нашли себе применение более общие принципы классицизма: требование равновесия, логической ясности замысла, стройности и законченности композиции и чёткого разграничения жанров. С этим требованием, предполагавшим строгую структурную упорядоченность — чёткую иерархию высшего и низшего, главного и второстепенного, центрального и подчинённого, было связано и постепенное вытеснение полифонии, господствовавшей ещё в эпоху раннего барокко, гомофонным складом, в инструментальной музыке окончательно утвердившимся во второй половине XVIII века. Сказывалось и влияние оперы: гомофонное письмо, разделившее голоса на главный и аккомпанирующие — в противовес полифоническому равноправию голосов, — оказалось более приспособлено для жанра музыкально-драматического; найденные в опере средства индивидуализации персонажей, передачи их эмоциональных состояний были восприняты и инструментальной музыкой.
Развитие гомофонного письма, в свою очередь, способствовало становлению новых музыкальных форм, — представители позднего классицизма создавали свои собственные образцы: во второй половине XVIII века сложились основные жанры инструментальной музыки, сольной, ансамблевой и оркестровой, в том числе новые формы сонаты, инструментального концерта и симфонии. Наряду с унификацией и сведением к минимуму типов музыкальных форм в эпоху классицизма утвердился принцип единства тоники, прежде необязательный; появилась неизвестная прежней музыке категория темы (или главной темы) — концентрированного выражения мысли, начального тезиса, подлежащего дальнейшему развитию.
Ещё в середине XVIII века составы оркестров были, как правило, случайными(не всегда); композиторское творчество оказывалось в прямой зависимости от наличного состава оркестра — чаще всего струнного, иногда с небольшим количеством духовых. Образование постоянных оркестров, их унификация во второй половине XVIII века способствовали становлению жанров симфонии и инструментального концерта, развитие которых сопровождалось поисками оптимального оркестрового состава, отбором и совершенствованием инструментов.
Многообразные достижения композиторов эпохи классицизма — И. С. Баха и его сыновей, К. В. Глюка и итальянской оперы, ранней венской и мангеймской школ — нашли своё обобщение и завершение в так называемой венской классической школе, прежде всего в творчестве Й. Гайдна, В. А. Моцарта и Л. ван Бетховена. В сочинениях этих композиторов откристаллизовались «классические» формы сонаты, симфонии и инструментального концерта, а также различных камерных ансамблей — струнного и фортепианного трио, струнного квартета, квинтета и т. д.; к ним первоначально и было применено, уже в эпоху романтизма, понятие «музыкальная классика» или классика музыки, а именно «венская классика» (нем. Wiener Klassik), при том что конкретный музыкальный стиль, связанный с их именами, — лишь одно из течений в венской музыке эпохи классицизма, а позднее творчество Бетховена уже выходило за рамки этого направления. Связанное изначально с художественным направлением, понятие «венская классика» имело в то же время и оценочный смысл, как признание сочинений именно этих композиторов «образцовыми».

## Периоды развития
С точным определением границ периодов развития классической музыки связаны определённые трудности. Во-первых, периоды начинались и заканчивались в разных странах в разное время. Во-вторых, произведения в стиле определённого периода сочинялись и тогда, когда этот стиль уже не был популярен, уже стал историей. В-третьих, сами стилевые приёмы, техники исполнения и сочинения музыки часто характерны для нескольких периодов. К примеру, композиторские техники, применяемые в произведениях позднего ренессанса, делают таковые переходными относительно произведений, написанных в жанрах и формах периода раннего барокко.
Поэтому точная датировка начала и конца определённого периода является предметом обсуждения. Годы можно указать лишь приблизительно.
Следующий график показывает наиболее часто используемые даты периодов развития классической музыки.

## Оценочный смысл

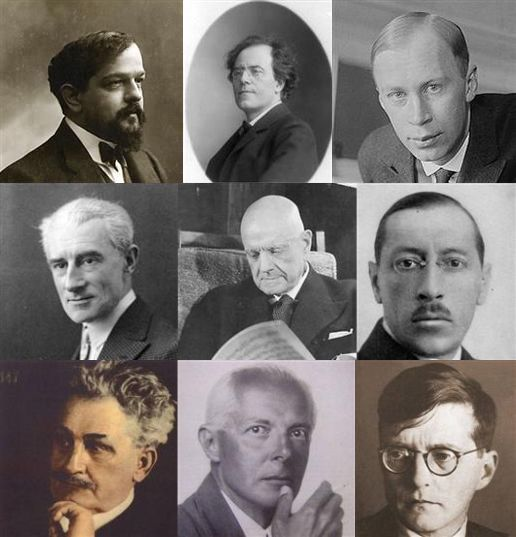
Классики XX века (слева направо):
Клод Дебюсси, Густав Малер, Сергей Прокофьев;
Морис Равель, Ян Сибелиус, Игорь Стравинский;
Леош Яначек, Бела Барток, Дмитрий Шостакович.

Понятие «музыкальная классика» со временем распространилось и на предшественников венской классической школы: появились так называемые «старые классики», прежде всего И. С. Бах, Г. Ф. Гендель, А. Вивальди, — и в конце концов приобрело оценочный смысл, стало обозначением музыки, отвечающей самым высоким художественным требованиям и получившей признание не только на родине её создателя. Хотя того или иного композитора могут признать классиком ещё при жизни, как например Дмитрия Шостаковича, «классической» называют музыку, выдержавшую испытание временем — вошедшую в традиционный концертный репертуар: если тот или иной исполнитель в поисках разнообразия воскрешает давно забытое сочинение, само по себе это не делает его классическим.
Обычно это понятие используется применительно к «серьёзной» музыке, то есть требующей концентрации внимания, в отличие от «лёгкой», предназначенной в основном для развлекательных целей и нередко служащей фоном для различных занятий. Неведомый XVIII веку разрыв между «серьёзной» и «лёгкой» музыкой произошёл в XIX веке, тем не менее к классике причисляют и высшие образцы некоторых развлекательных жанров (иногда их называют «полуклассикой»): в частности, «классическую» французскую, венскую и венгерскую оперетту XIX — начала XX века, вальсы и иные танцевальные сочинения Иоганна Штрауса-сына, влияние которого обнаруживается в симфониях Густава Малера, в опере Рихарда Штрауса «Кавалер розы», в симфонической поэме «Вальс» и в «Благородных и сентиментальных вальсах» Мориса Равеля.

## Типологический смысл
В типологическом смысле «классической» часто именуется в разговорном и публицистическом стиле речи так называемая «академическая» музыка, находящаяся в отношении преемственности прежде всего к сформировавшимся в Европе в XVII—XIX веках музыкальным жанрам и формам, мелодическим и гармоническим принципам и инструментальному составу. В этом случае понятие «классическая музыка» подразумевает определённые музыкальные жанры: оперу, различные формы симфонической, камерной и органной музыки, некоторые жанры духовной музыки, перешедшие в концертную практику, и т. д. — в традиционном исполнении, то есть предназначенным для этих жанров и форм инструментальным составом.

### Значение термина в разных языковых культурах
Исторически сложившаяся неоднозначность понятия «классическая музыка» характерна для большинства европейских языков. Английское словосочетание (англ. classic music) появилось ещё в Оксфордском словаре английского языка 1836 года издания и было связано с попыткой «канонизировать» период от Баха до Бетховена как «золотой век». При этом «классический» период в музыке (классицизм эпохи Просвещения, примерно 1750—1830 годы) также именуется «classical».
Такие же неоднозначные термины существуют в немецком (нем. klassische Musik), французском (фр. musique classique), итальянском (итал.  musica classica) и других языках.
В то же время, например, в польском языке сохраняется чёткое разграничение понятий классической музыки в оценочном значении (пол. muzyka klasyczna), музыки, относящейся к эпохе классицизма (пол. muzyka klasycystyczna), и академической музыки (пол. muzyka poważna).

## Классические музыкальные инструменты

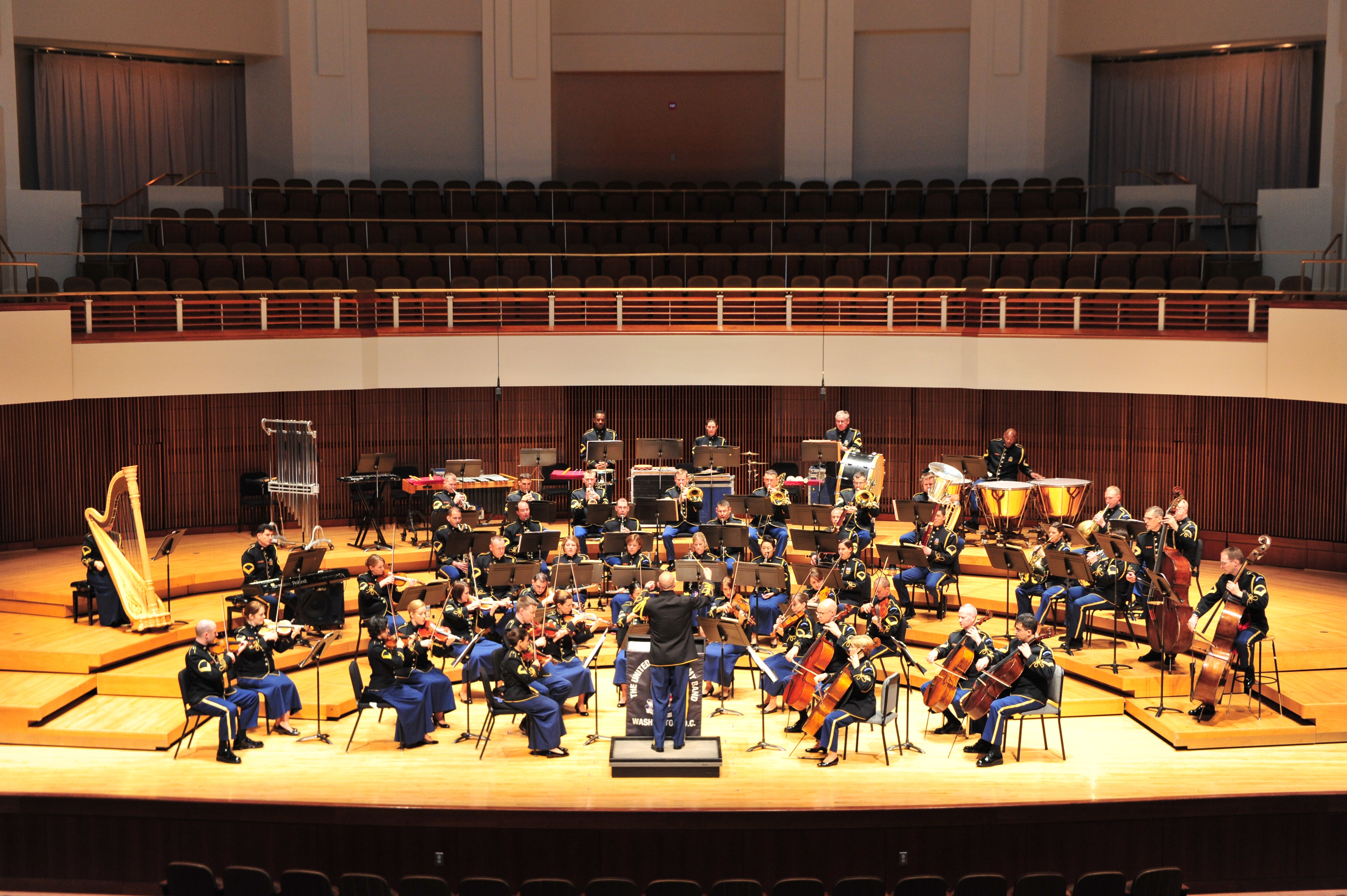
Симфонический оркестр

Инструменты, используемые в классической музыке, в основном появились до середины XIX века, многие гораздо раньше, и стали «классическими» в процессе отбора и совершенствования.
«Классический» состав симфонического оркестра сложился в партитурах Л. ван Бетховена и в музыковедческой литературе именуется «бетховенским». В этот оркестр, помимо струнных смычковых инструментов, занявших в нём ведущее положение, — скрипок, альтов, виолончелей и контрабасов (так называемого смычкового квинтета, поскольку скрипки делятся на первые и вторые), — входили парные составы деревянных духовых инструментов (2 флейты, 2 гобоя, 2 кларнета и 2 фагота) и группа медных духовых (2, 3 или 4 валторны и 2 трубы); ударные были представлены литаврами. Во второй половине XIX века «бетховенский» оркестр уже классифицировался как малый симфонический; большой состав оркестра, начало которому также положил Бетховен, в своей Девятой симфонии (1824), отличался от малого не только расширенным составом каждой секции, но и некоторыми дополнительными инструментами: в нём появились малая флейта, контрафагот, тромбоны, треугольник, тарелки и большой барабан. Позже, в эпоху романтизма в симфоническом оркестре появились арфы, тубы, английский рожок, колокола.
Лишь немногие инструменты симфонического оркестра (ударные и некоторые духовые) используются только в оркестре, бо́льшая же их часть, как и не входящие в состав оркестра фортепиано и орган, выступает в качестве сольных или солирующих в инструментальных концертах, составляет различные камерные ансамбли — дуэты, трио, квартеты и т. д..
Во второй половине XX века широкое распространение получило так называемое аутентичное исполнительство — исполнение музыки XVII—XVIII веков и ещё более старинной на инструментах того времени, если не подлинных, то их подобиях, в том числе на инструментах, отвергнутых в своё время венскими классиками и ранними романтиками, таких как клавесин, виолы, гобои д’амур, продольные флейты и т. д..

## Влияние в культуре
Музыка, признанная впоследствии классической, во все времена так или иначе вбирала в себя народное музыкальное творчество и, в свою очередь, оказывала влияние на профессиональную неакадемическую музыку. XIX веку был известен феномен популярной оперы, когда арии Дж. Россини или Дж. Верди распевали как современные песенные шлягеры. В XX веке многие композиторы работали одновременно в академических и неакадемических жанрах: Дмитрий Шостакович является автором не только симфоний, но и песен эстрадного характера; один из лучших современных симфонистов, Гия Канчели, для многих так и остался автором шлягера «Чито-грито»; Андрею Петрову более широкую известность, нежели его симфонические сочинения, оперы и балеты, принесли песни и эстрадная музыка, в которых он использовал опыт работы в академических жанрах.
.
На неакадемическую музыкальную культуру классическая музыка оказывает влияние и через посредство кинематографа: режиссёры часто используют фрагменты из сочинений великих композиторов прошлого (в традиционном исполнении или в современных аранжировках) — далеко не только в фильмах, посвящённых композиторам, как «Чайковский» И. Таланкина, «Малер» К. Рассела или «Бессмертная возлюбленная» Б. Роуза, и не только в художественном кинематографе, но и в мультипликационном: например, «Наивные симфонии» Уолта Диснея или «Сеча при Керженце» Юрия Норштейна — попытки воплотить в зрительных образах известные музыкальные произведения. С другой стороны, оригинальные сочинения для кинематографа со временем могли стать классикой и прочно войти в концертный репертуар, как музыка Сергея Прокофьева к фильмам «Александр Невский» и «Иван Грозный» С. Эйзенштейна или «Метель» Георгия Свиридова, изначально написанная для одноимённого фильма.
Значительное влияние музыкальная классика оказывает и на современную рок-музыку. Тональный язык, используемый большинством рок-музыкантов, был разработан в начале эпохи барокко. Кроме того, разнообразные произведения рок-музыки, как правило, прямо или косвенно связаны с произведениями классического репертуара, хотя на этом влиянии редко заостряют внимание публики. Тем не менее, исключительное использование классических тональностей является важной особенностью некоторых рок-групп, в частности группы Oasis, с характерными для её композиций аккордами и гармоническими прогрессиями, достойными чистейшей классической традиции. Влияние композиторов эпохи барокко (прежде всего А. Вивальди и И. С. Баха) на творчество гитаристов хард-рока и тяжёлого металла, таких, как  Рэнди Роадс, вполне обнаруживаются на слух опытным знатоком музыки. Кроме того, классическая музыка имеет большое значение в прогрессивном роке — для таких групп, как Yes, Genesis и Emerson, Lake & Palmer, в группах симфонического рока. Музыкальная классика глубоко проникает и в тяжёлый металл (хеви-метал) — формирует разновидность этого жанра под названием симфоник-метал, представленную такими группами, как Adagio, Apocalyptica, Versailles, Nightwish, Epica, Kamijo и многими другими.